# Bikimel
Vicky de Clascà, född 1976 i Barcelona, är en katalansk (spansk) singer-songwriter verksam under artistnamnet Bikimel. Hon har sedan 2010 givit ut tre album.

## Karriär
2010 publicerades Stat jònic ('joniskt tillstånd'), Bikimels första album. Året efter vann hon ett stipendium, vilket ledde till en längre tids verksamhet på Centre d'Art i Natura de Farrera. Detta inledde en process som ledde fram till hennes andra album, 2013 års Farrera, can·sons D.O. ('Farrera, sång-ljud Original-Skiva').

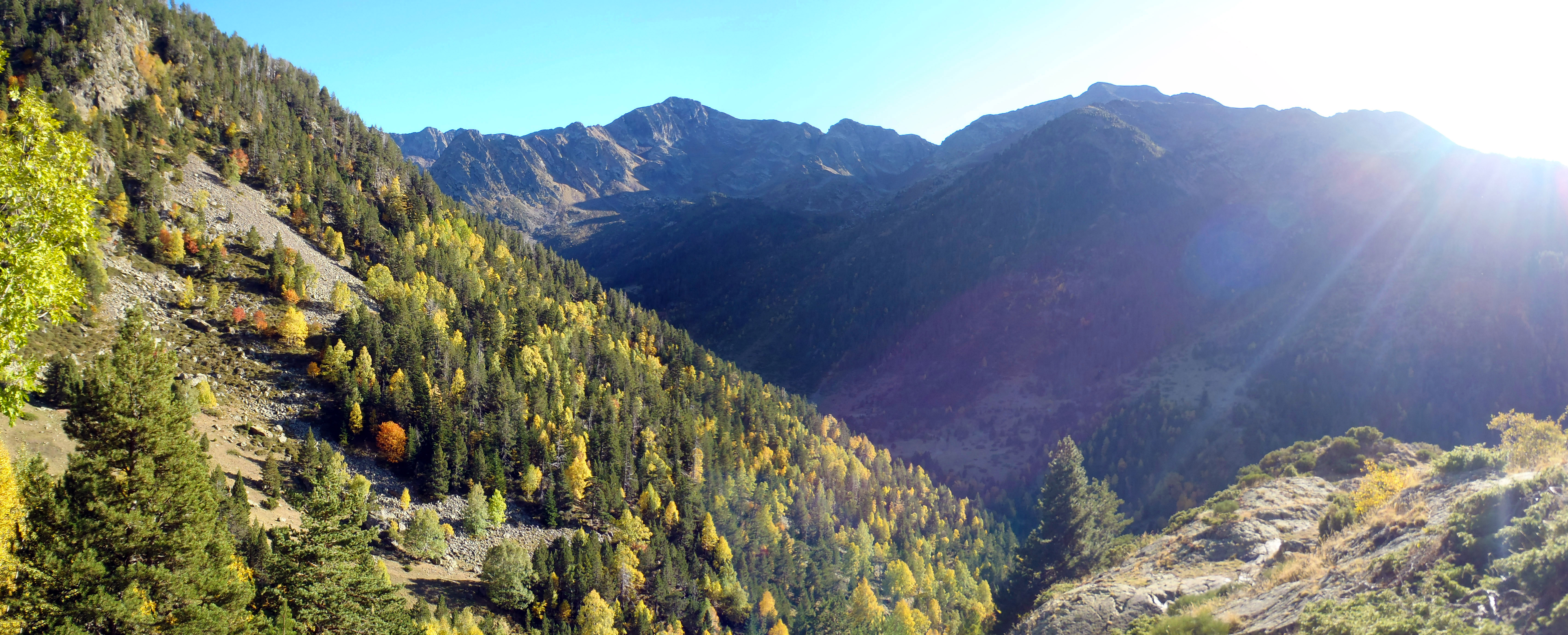
Farreradalen, där Bikimel skapade sitt andra album Farrera, can·sons D.O..

Català: Bikimel actuava diumenge al Teatre Auditori de Cardedeu per presentar el seu últim espectacle No ben bé. Ho feia en el marc del PAM! Poesia a Manta, el festival de poesia del mes de novembre a Cardedeu. esdeveniment. Fitxer sense sons, a causa dels drets d'autor de la música.
Bland Bikimels influenser finns Bonnie Raitt, som enligt Bikimel "lärt henne att sjunga och förstå sig på blues". Enligt den katalanska musikerkollegan Roger Mas sjunger Bikimel "för att förvandla själstillståndet hos en".
I juni 2013 spelade hon på den katalanistiska protestkonserten Concert per la llibertat, bland annat tillsammans med Beth och Ivette Nadal. Den 24 september 2014 deltog hon i Piromusical de la Mercè (under Barcelonas stadsfestival La Mercè, där hon under den pyrotekniska föreställningen El somni d'un gegant bidrog med en ny version av "La santa espina".
I januari 2015 inleddes inspelningen av Bikimels tredje studioalbum, producerat av låtskrivaren Luc Suarez och gitarristen David Soler. Albumet Morir d'un llamp ('Dödad av en blixt') spelades in i studion La Casamurada i Tarragona.

## Diskografi
- 2010: Stat jònic (Temps Record)
- 2013: Farrera, can·sons D.O. (Temps Record)[2]
- 2015: Morir d'un llamp[9]